# جماعة الناجون من النار
الناجون من النار هي جماعة إسلامية توصف بـ "المتشددة"، ظهرت في مصر في الثمانينيات.
خلال محاكمة جرت في مصر عام 1989، اتهم 26 متهمًا بتشكيل جماعة الناجون من النار، وكانت الاتهام الموجه لهم من القضاء المصري هو تشكيل منظمة شبه عسكرية غير مشروعة، بالإضافة إلى تهم أخرى. قطعت الحكومة المصرية العلاقات مع إيران بعد مزاعم بأن إيران مولت الجماعة. واعتقل ياسر برهامي لمدة شهر في عام 1987 بسبب علاقته المزعومة بمحاولة اغتيال وزير الداخلية حسن أبو باشا. وأدين حسين الظواهري شقيق أيمن الظواهري ومحمد الظواهري لدوره المزعوم في محاولة الاغتيال.